# Tarot
Tarot karte so vedeževalne karte. Ustvarjene so bile v srednjem veku, ko so ljudje verjeli, da jim je usoda že zapisana. Prve tarot karte so se imenovale Rider Waite tarot. 

## Osnovna zgradba
Tarot kupček je zgrajen iz 78 kart. Deli se v malo in veliko arkano. Veliko arkano sestavlja 22 kart, ki predstavljajo vplive, ki jih ne gre spremeniti. Začne se s karto norec, ki pade v prepad in se med potovanjem navzdol spreminja v vedno pametnejšo osebnost. Malo arkano pa sestavlja 56 kart. Delijo se v štiri skupine: palice, kelihe (peharje), meče in novce (zvezde). vsaka skupina se deli v štirinajst kart. Ase, dvojke, trojke, štirice, petice, šestice, sedmice, osmice, devetice, desetice, paže (princese), viteze (prince), kraljice in kralje. Vsaka karta ima svoj pomen. 

## Postavitve
Najbolj zanesljiva postavitev je zagotovo keltski križ. Vendar obstaja nešteto različnih postavitev (otvoritev) za razbiranje.
- Karta 1: Vi
- Karta 2: Konflikt
- Karta 3: Izvor situacije
- Karta 4: Vplivi iz preteklosti
- Karta 5: Bližnja prihodnost
- Karta 6: Konec, ki si ga najbolj želite
- Karta 7: Samopodoba v situaciji
- Karta 8: Vplivi iz okolja
- Karta 9: Upanja in strahovi
- Karta 10: Konec, če se nič ne spremeni

## Obrnjene karte
Kartam, ki so med postavljanjem obrnjene na glavo, nekateri ne dopisujejo nobenega pomena in karto kar obrnejo prav. Drugi pa karto še dodatno in natančneje obrazložijo. Nekateri imajo poseben pomen za določeno karto, a največ ljudi kartam da ravno obraten pomen.